# Elbe-Elster Land

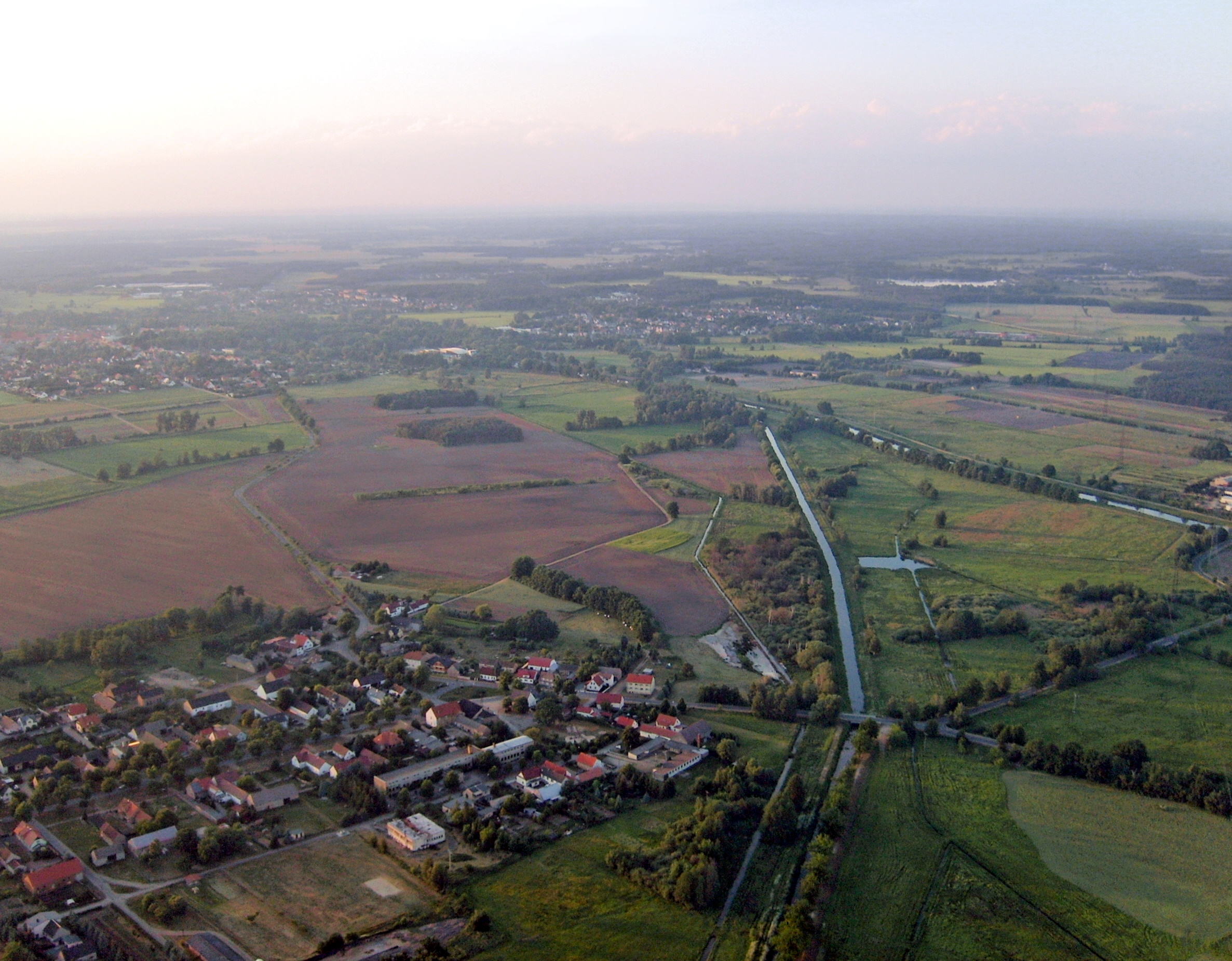
Vallée de l'Elbe-Elster avec la confluence du petit Röder et du Black Elster et des villages de Zobersdorf et Bad Liebenwerda

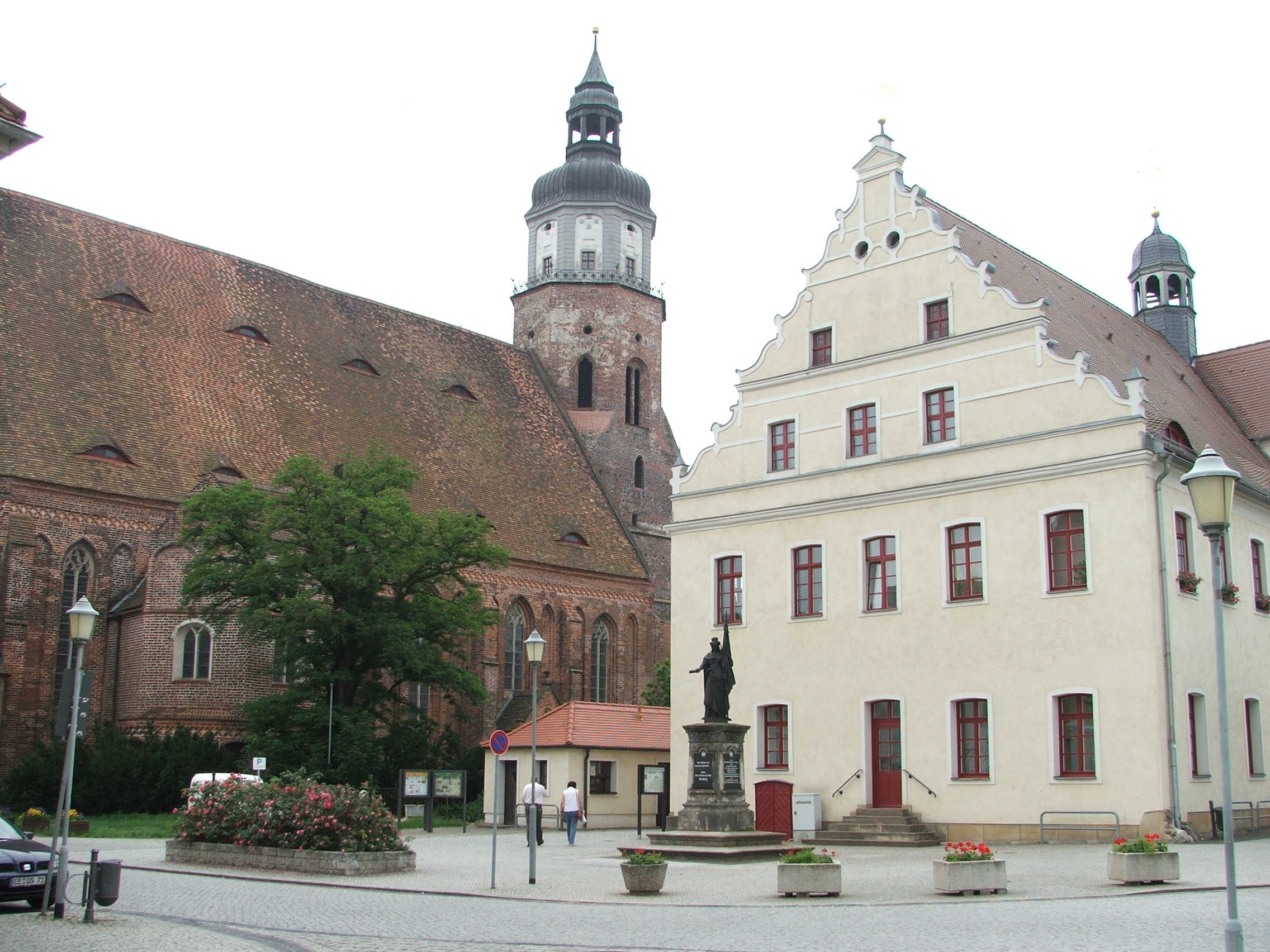
Herzberg; mairie et église Sainte-Marie

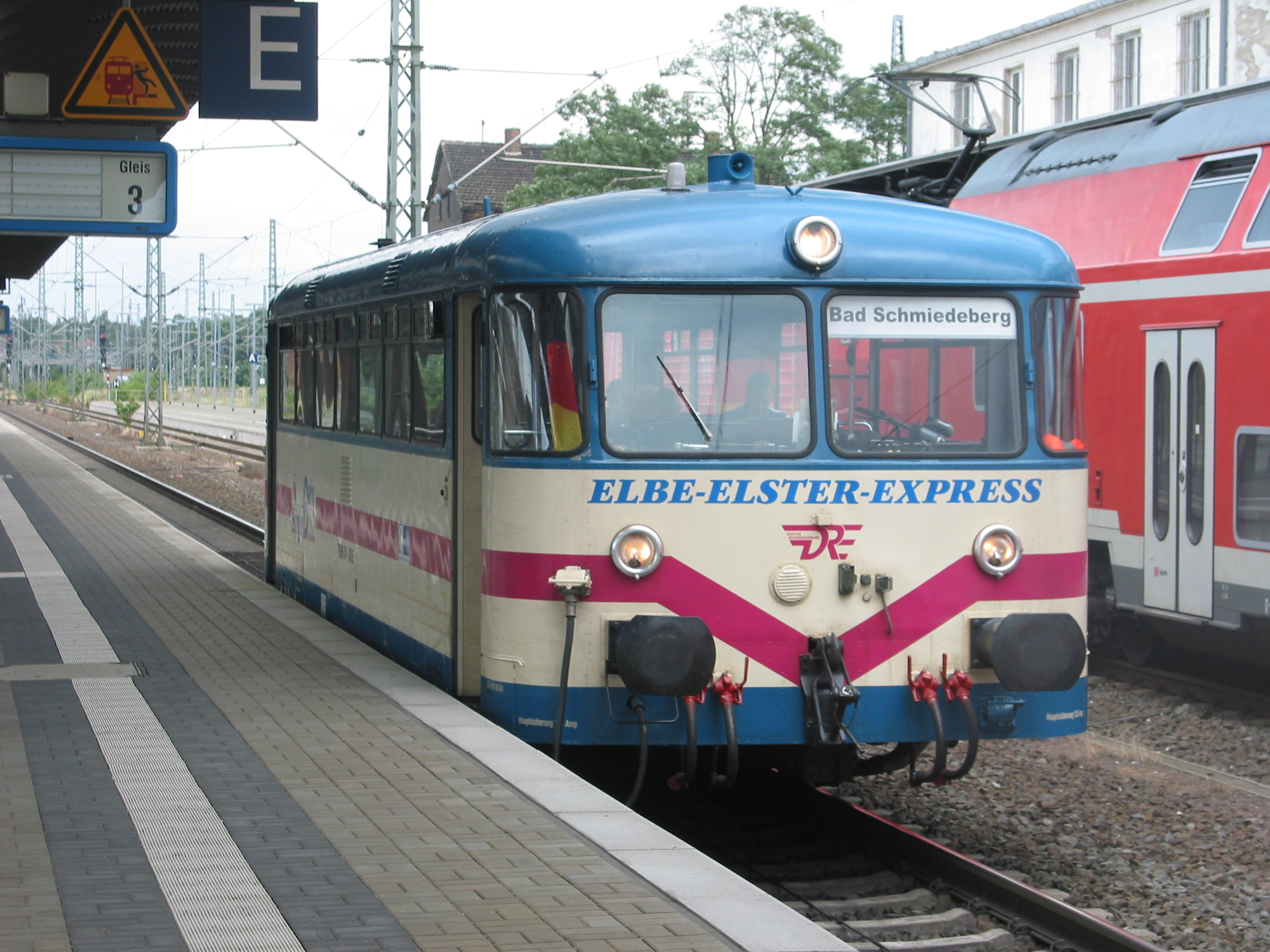
LElbe-Elster Express

L'Elbe-Elster Land est une région située autour du tripoint des Lands allemands du Brandebourg, de la Saxe-Anhalt et de la Saxe. 
Elle fait partie de la plaine d'Allemagne du Nord et tire son nom des deux rivières principales qui se rejoignent ici : l'Elbe et l'Elster Noir. 
Dans les sources les plus anciennes, le nord-ouest de l'actuel territoire Elbe-Elster s'appelait Mezumroka ou « territoire entre les rivières ». Il faisait partie du Gau Nizizi et était presque inexploité. 
La première mention de la région date du 14 avril 1312, elle est désignée comme « terre entre l'Elbe et l'Elster ». Frédéric-le-Brave avait promis de payer 32 000 marks en argent au margrave Valdemar de Brandebourg dans le cadre du traité de Tangermünde après sa capture près de Grossenhain. Il a également promis de céder la « terre entre l'Elbe et l'Elster », la Marche de Lusace et les villes de Grossenhain et Torgau au Brandebourg,.  
La « terre entre l'Elbe et l'Elster » a ensuite été comprise comme une région qui a couvert ce qui est devenu plus tard électorat saxon de Ämter ou districts de Mühlberg, Liebenwerda, Schweinitz et Lochau.  
Aujourd'hui, le territoire du comté d'Elbe-Elster créé en 1993 est commercialisé et annoncé à des fins touristiques comme la région touristique d'Elbe-Elster Land, mais comprend également la partie occidentale de la Basse-Lusace autour de Finsterwalde et de la région de Schraden. 